# Соєк
Соєк (словен. Sojek) — поселення в общині Словенське Коніце, Савинський регіон, Словенія. Висота над рівнем моря: 558,5 м.